# Tynedale
Tynedale – były dystrykt w hrabstwie Northumberland w Anglii. W 2001 roku dystrykt liczył 58 808 mieszkańców.

## Civil parishes
- Acomb, Allendale, Bardon Mill, Bavington, Bellingham, Birtley, Blanchland, Broomhaugh and Riding, Broomley and Stocksfield, Bywell, Chollerton, Coanwood, Corbridge, Corsenside, Falstone, Featherstone, Greenhead, Greystead, Haltwhistle, Hartleyburn, Haydon, Healey, Hedley, Henshaw, Hexham, Hexhamshire, Hexhamshire Low Quarter, Horsley, Humshaugh, Kielder, Kirkwhelpington, Knaresdale with Kirkhaugh, Melkridge, Newbrough, Otterburn, Ovingham, Ovington, Plenmeller with Whitfield, Prudhoe, Rochester, Sandhoe, Shotley Low Quarter, Simonburn, Slaley, Tarset, Thirlwall, Wall, Warden, Wark, West Allen, Whittington i Wylam[2].